# 1981 McGill College
Le 1981 McGill College, aussi appelé La Tour Richter et avant Tour Banque Laurentienne et Tour BNP, est un immeuble de grande hauteur de Montréal situé sur la prestigieuse Avenue McGill College.

## Description
Le 1981 McGill College est un immeuble de classe A qui comprend deux tours de bureaux interreliées, l'une de 16 étages et l'autre de 20 étages. Construit en 1981, l'immeuble totalise plus de 625 000 pieds carrés de superficie locative et est situé sur l'avenue McGill College au centre-ville de Montréal. Il a été conçu par l'architecte René Menkès, alors membre du cabinet WZMH Architects. L'immeuble présente un nombre important de bureaux de coin offrant de saisissants points de vue sur la ville et le mont Royal. La place en forme de V s'ouvrant devant l'immeuble renforce la définition des deux tours et de l'entrée principale et permet de bien mettre en valeur la célèbre sculpture La Foule illuminée de Raymond Mason,.
En 2008, la SITQ (filiale de la Caisse de dépôt et de placement du Québec) vend le 1981, avenue McGill College pour 200 millions de dollars à l'assureur Industrielle Alliance et au Régime de retraite des employés d'Hydro-Québec.

## Prix
Le 1981 McGill College remportait en juin 2009 le Prix Pérennité Les Affaires à l'occasion des vingt-cinquième Prix d'excellence en architecture de l'Ordre des architectes du Québec. L'immeuble est l'une des neuf œuvres architecturales primées parmi les 114 candidatures présentées aux Prix d'excellence en architecture cette année.

## Source
- Site web Montréal 2025